# Nehaj

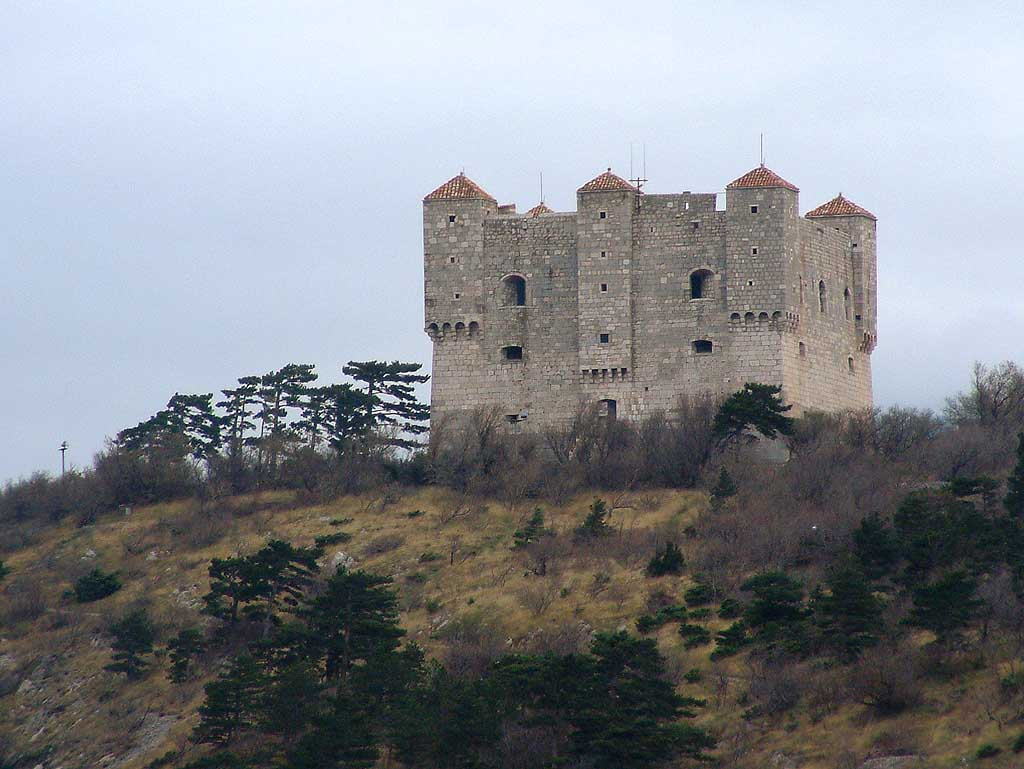
Festung Nehaj auf dem Berg Nehaj, Wahrzeichen der Stadt Senj

Nehaj ist ein Berg nahe der Stadt Senj im nördlichen Kroatien.
Der Name Nehaj kommt vom kroatischen Ne hajati, was als mach dir keine Sorgen oder kümmere dich nicht übersetzt werden könnte.
Der Name stammt von den Uskoken, einem militärisch organisierten Verband von Hajduken, die auf ihm die Festung Nehaj errichteten. Der Grund für die Namensgebung war, den Bewohnern von Senj das Gefühl der Sicherheit zu geben, wenn sie sich bei drohenden Kampfhandlungen in die Festung zurückziehen mussten.